# Championnat d'Allemagne de l'Est de rugby à XV
Le championnat d'Allemagne de l'Est de rugby à XV dénommé Rugby Oberliga était une compétition  annuelle organisée par DDR Rugby-Oberliga mettant aux prises les meilleurs clubs de rugby à XV en Allemagne de l'Est. Le titre était attribué à l'issue d'une saison régulière disputée par huit équipes en matchs aller-retour.

## Histoire
La première Rugby-Oberliga a été disputée lors de la saison 1952. Il existait également un championnat de deuxième division dénommé 2.Liga. Le nombre de clubs engagés était parfois insuffisant et les équipes réserves intégraient le championnat. À l'instar de la politique menée par les dirigeants dans les pays du Bloc de l'Est, les équipes sportives Est-allemandes, appelées Betriebssportgemeinschaft (BSG), représentaient les différents secteurs des entreprises d'État. Exemples : Empor était le symbole de l'industrie alimentaire ou Stahl signifiait que l'équipe défendait les couleurs de la métallurgie.

## Liste des équipes
Les principaux clubs ayant participé à ces différents championnats sont les suivants : le BSG Stahl Hennigsdorf, dont l'entraîneur emblématique était Erwin Thiesies, devenu aujourd'hui le SV Stahl Hennigsdorf Rugby et situé au nord-ouest de Berlin, le DHfK Leipzig et le BSG Lokomotive Wahren Leipzig regroupés au sein du Rugby Club Leipzig, le BSG Stahl Brandebourg, connu désormais sous le nom SG Stahl Brandebourg Rugby, le BSG Post Berlin prédécesseur du RK 03 Berlin, l'ex-Dynamo Potsdam, l'Empor Velten du land de Brandebourg devenu le Veltener Rugby Club, le BSG Gastronom Leipzig également aujourd'hui intégré au Rugby Club Leipzig. Les clubs de BSG Stahl Leegebruch, ASK Vorwärts Berlin, Ingenieurschule Hennigsdorf ou Dynamo Dresde ont totalement disparu.

## Palmarès du championnat de R.D.A.
| - 1952: BSG Stahl Hennigsdorf - 1953: BSG Stahl Hennigsdorf - 1954: DHfK Leipzig - 1955: DHfK Leipzig - 1956: ASK Vorwärts Berlin - 1957: DHfK Leipzig - 1958: DHfK Leipzig - 1959: Non disputé - 1960: BSG Stahl Hennigsdorf - 1961: DHfK Leipzig - 1962: BSG Stahl Hennigsdorf - 1963: DHfK Leipzig - 1964: BSG Lokomotive Wahren Leipzig - 1965: BSG Stahl Hennigsdorf - 1966: BSG Stahl Hennigsdorf - 1967: BSG Stahl Hennigsdorf - 1968: BSG Stahl Hennigsdorf - 1969: BSG Stahl Hennigsdorf - 1970: BSG Stahl Hennigsdorf - 1971: BSG Stahl Hennigsdorf | - 1972: BSG Stahl Leegebruch - 1973: BSG Stahl Hennigsdorf - 1974: BSG Stahl Hennigsdorf - 1975: BSG Stahl Hennigsdorf - 1976: BSG Stahl Hennigsdorf - 1977: BSG Lokomotive Wahren Leipzig - 1978: BSG Lokomotive Wahren Leipzig - 1979: BSG Lokomotive Wahren Leipzig - 1980: BSG Lokomotive Wahren Leipzig - 1981: BSG Stahl Hennigsdorf - 1982: BSG Stahl Hennigsdorf - 1983: BSG Stahl Hennigsdorf - 1984: BSG Stahl Hennigsdorf - 1985: BSG Stahl Hennigsdorf - 1986: BSG Stahl Hennigsdorf - 1987: BSG Stahl Hennigsdorf - 1988: BSG Stahl Hennigsdorf - 1989: BSG Stahl Hennigsdorf - 1990: BSG Stahl Hennigsdorf |

## Bilan par clubs du championnat de R.D.A.
| Club                          | Titre(s) | Premier(s) - Dernier(s) |
| ----------------------------- | -------- | ----------------------- |
| BSG Stahl Hennigsdorf         | 25       | 1952-1990               |
| DHfK Leipzig                  | 6        | 1954-1963               |
| BSG Lokomotive Wahren Leipzig | 5        | 1964-1980               |
| ASK Vorwärts Berlin           | 1        | 1956                    |
| BSG Stahl Leegebruch          | 1        | 1972                    |